# Ommatius costatus
Ommatius costatus là một loài ruồi trong họ Asilidae. Ommatius costatus được Rondani miêu tả năm 1850.